# فيتالي غينزبورغ
فيتالي لازريفيتش غينزبورغ (بالروسية: Вита́лий Ла́заревич Ги́нзбург)؛ (4 أكتوبر 1916 - 8 نوفمبر 2009)، عالم فيزياء وفلكي روسي. كان عضوًا في الأكاديمية الروسية للعلوم ويعتبر أحد آباء القنبلة الهيدروجينية السوفيتية.

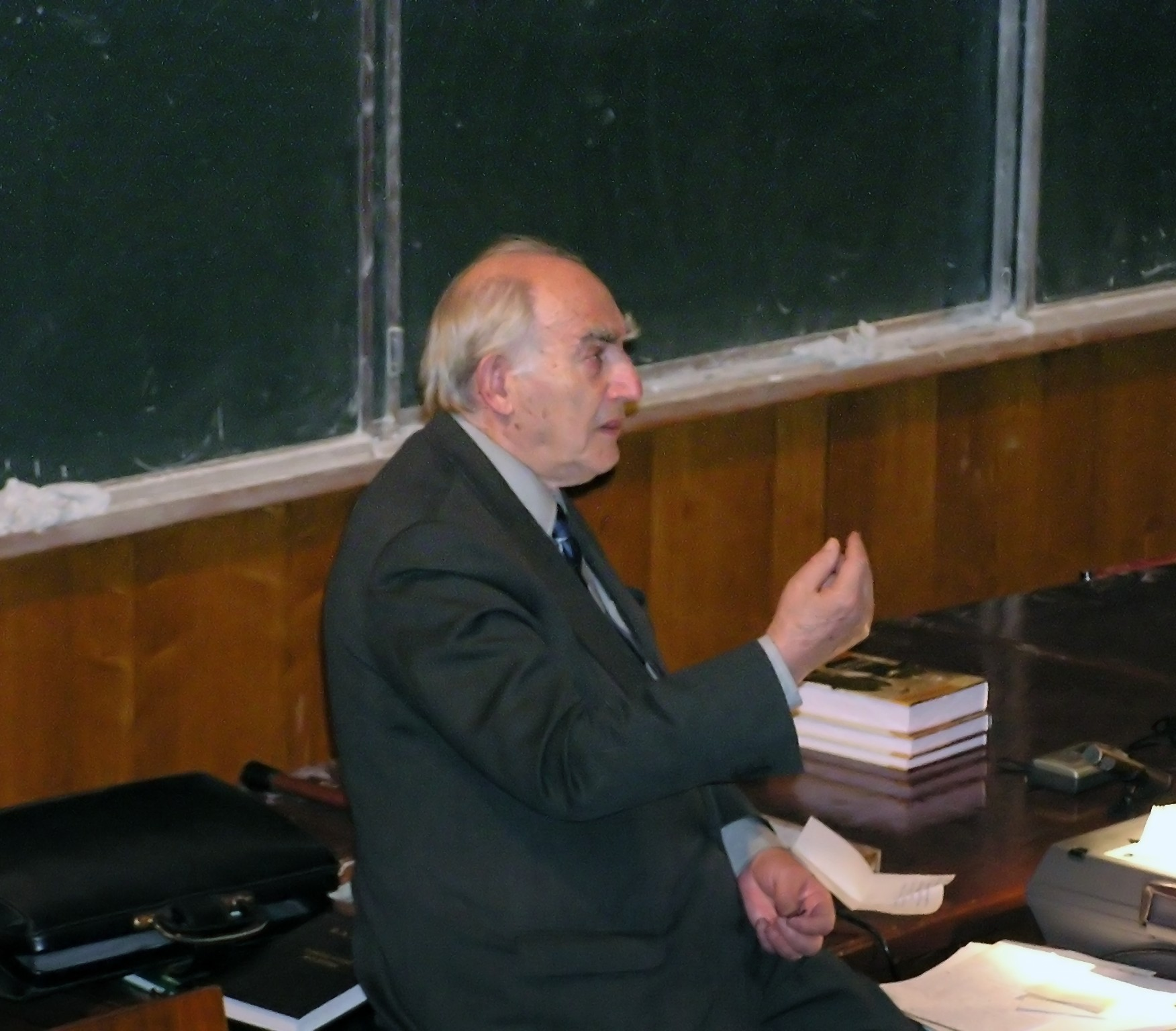
جينزبورغ يقرأ محاضرة نوبل في جامعة موسكو الحكومية.

حاصل على على دكتوراة في الفيزياء من جامعة موسكو سنة 1942، عمل في مؤسسة لحل المشاكل الفيزيائية.

## جوائز حصل عليها
- جائزة ستالين سنة 1953.
- جائزة لينين سنة 1966.
- جائزة نوبل في الفيزياء سنة 2003 وتقاسمها مع أليكسيي أليكسييفتش أبريكوسوف وأنطوني ليجت.

## روابط خارجية
- فيتالي غينزبورغ على موقع الموسوعة البريطانية (الإنجليزية)
- فيتالي غينزبورغ على موقع مونزينجر (الألمانية)
- فيتالي غينزبورغ على موقع إن إن دي بي (الإنجليزية)